# La Salve Bilbao
La Salve Bilbao es una empresa cervecera fundada en Bilbao en 1886 por José Schumann y Cordés. El nombre procede del recodo de la ría de Bilbao en donde se asentó su primera fábrica, debajo de donde hoy se ubica el conocido puente de La Salve. La construcción de dicho puente implicó la expropiación de parte de los terrenos y fue uno de los elementos que propició el cierre de la empresa en 1978.
El 8 de agosto de 2014 La Salve volvió al mercado con el objetivo de «volver a ubicar en Vizcaya, y más concretamente en el mismo Bilbao, la fábrica de Cervezas La Salve». La Salve espera alcanzar el 8 % de cuota de mercado de Vizcaya entera.

## Historia

### La fábrica de José Schumann
El origen de La Salve Bilbao se remonta a 1886. En ese año José Schumann y Cordes, hijo del cervecero alemán Carlos Federico Schumann Strebel, solicitó autorización para la instalación de una fábrica destinada a la elaboración de cervezas y bebidas gaseosas en un recodo de la ría de Bilbao llamado popularmente La Salve.
En un primer momento, la fábrica se instaló en dos de las casetas existentes en la Campa de La Salve. Una de ellas albergaba la bodega y almacén de botellas vacías, carros y demás, y la otra el horno de elaboración de la cerveza, la tina de fermentación, el tostador de cebada, la zona de limpieza de botellas, el depósito de agua, los enfriadores y una zona para la elaboración de bebidas gaseosas.
En 1887 Schumann presenta un proyecto de obras de adaptación de dichas casetas, siendo aceptado por el Ayuntamiento. Schumann se asoció entonces con Justo Echevarría que ya tenía varias posesiones en la zona de La Salve y contaba además con permiso municipal para establecer un puesto de venta de cervezas. De esta unión surgió la Fábrica de Cervezas Echevarría y Schumann hijo.
En 1897 José Schumann deja de ser socio de Justo Echevarría y construye unas nuevas bodegas en la ladera de Artxanda, concretamente sobre el arroyo de Artasamina, al lado del manantial de aguas del túnel del ferrocarril de Lezama, del que tenía la concesión de explotación.
En 1900 fallece su padre, Carlos Schumann, por lo que José se hace cargo también de su fábrica, ubicada desde 1874 en la calle Iturribide número 44 de Bilbao. En 1903 cierra esta fábrica y amplía las nuevas instalaciones de La Salve. En ellas se instala una máquina frigorífica para enfriar la cerveza almacenada en sus bodegas y elaborar hielo destinado a la venta doméstica. 
En 1904 obtuvo permiso para ampliar las bodegas, levantar un piso y construir un pabellón en las instalaciones existentes.

### La familia Pérez-Yarza asume la gestión

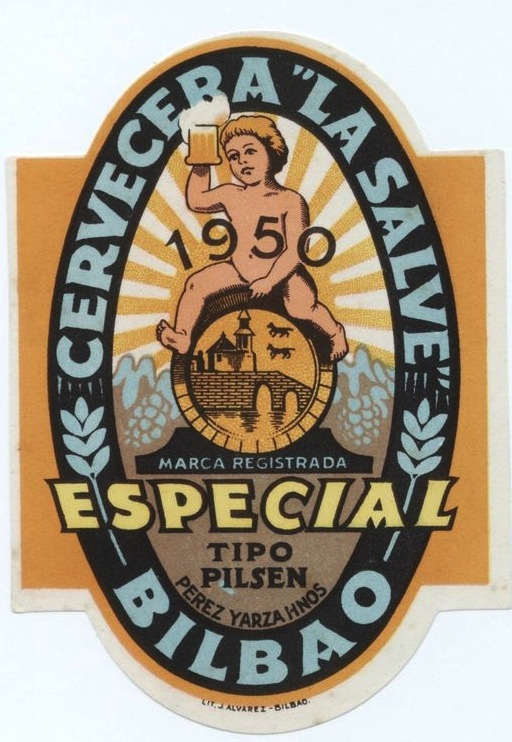
Etiquetas de La Salve, sobre 1950.

El 28 de noviembre de 1910 muere a los 49 años José Schumann dejando a su viuda, Marina Barasorda, la titularidad de la empresa. Marina decide venderla a la sociedad ‘Viuda e hijos de Francisco Pérez’, con la que mantenía relaciones comerciales porque regentaba en Bilbao numerosos negocios de alimentación y hostelería.
Lucía Yarza, natural de Begoña y viuda de Francisco Pérez, dirigió esta sociedad desde el 1896 hasta el 1923. Añadió su apellido al de su marido, por lo que sus hijos llevaron el apellido compuesto Pérez-Yarza. 
En 1907 Juan Pérez-Yarza, hijo de Francisco Pérez, había establecido un depósito-fábrica destinado a la pasteurización y embotellado de la cerveza ‘La Austríaca’, procedente de Santander, de la que se surtían sus establecimientos. En años posteriores tomaron esa fecha para incluir en las botellas de cervezas La Salve la frase: «Fundada en 1907».
En 1911 la empresa cambió de nombre para llamarse ‘Fábrica de cervezas La Salve’. En los años 1920 instalaron la Cervecera de la Casilla, en la distribuían sus cervezas, además de en el resto de locales hosteleros que regentaban en Bilbao. 
En 1923, la sociedad cambió su denominación, para pasar a denominarse “Cervecera La Salve”, Pérez-Yarza Hermanos”, nombre con el que perduró hasta su cierre. Los tres hermanos Pascual, Francisco y Emiliano Pérez-Yarza fueron los socios de la misma hasta entonces.
Durante las décadas de los  años 1950 y 1960 el negocio de La Salve se mantuvo con éxito, en particular el establecimiento “Cervecera de la Casilla”, dedicado en exclusiva a la venta de cerveza al aire libre.

### Declive y cierre
En 1968 el trazado de la Autovía de acceso norte a Bilbao expropió parte de las instalaciones de la fábrica. Aquellos terrenos eran necesarios tanto para la futura autovía como para la construcción del puente de La Salve. Para entonces la actividad de la empresa había decaído totalmente y a mediados de los años 70 cerró el lugar donde se situaban los veladores de la Campa de La Salve. La Salve cesó su actividad en 1978. 

### Vuelta al mercado
En julio de 2014 dos amigos, Jon Ruiz y Eduardo Sáiz, encabezan un grupo promotores de Vizcaya con la intención de relanzar la marca, junto a la familia Pérez-Yarza, la familia responsable de la empresa desde 1910. La Salve volvió al mercado el 8 de agosto de 2014, dos semanas antes de la Semana Grande. En el arranque, la marca estuvo presente en seis txosnas del recinto festivo.
En 2015, La Salve y Mahou-San Miguel han firmado un acuerdo de colaboración para impulsar conjuntamente el proyecto empresarial de la marca de cervezas bilbaína; un plan muy ambicioso que tiene como grandes retos la construcción de una fábrica de La Salve en Bilbao que, además, será un lugar de encuentro social, gastronómico y cultural, y lograr para la marca una cuota de mercado en Vizcaya del 10% en 2019. La entrada de Mahou San Miguel supuso la entrada en el accionariado de La Salve, con una participación del 25% de la compañía vasca que posteriormente se ha ampliado hasta un 42.9 %.
En 2018 y con una inversión de 2 millones de euros, se inaugura la fábrica de Bilbao, siendo la primera vez desde los años 80 que una cervecera de gran volumen tiene una planta productiva en Euskadi.

## Cervezas

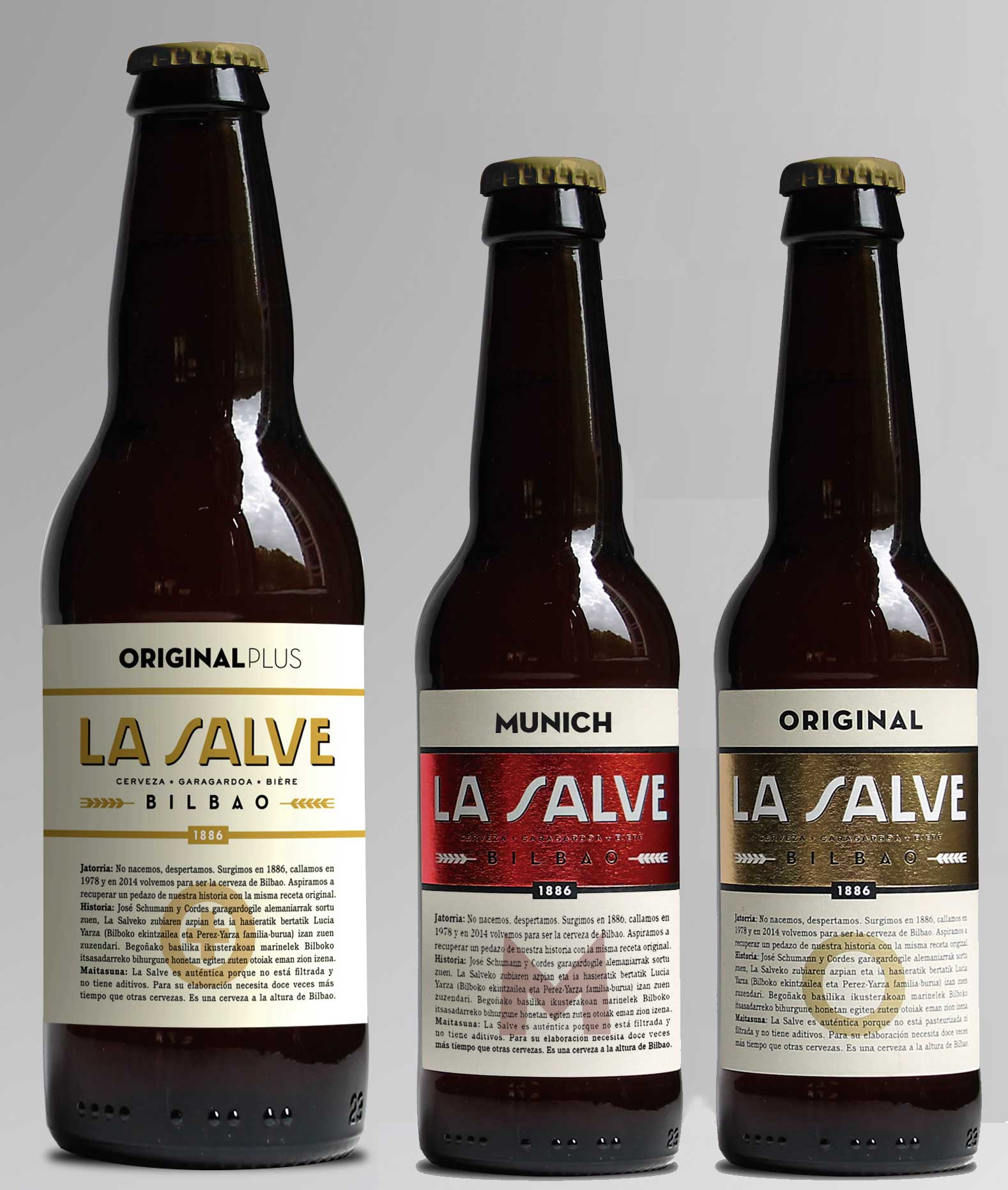
Cervezas actuales de La Salve.

La Salve Bilbao elabora y comercializa actualmente tres cervezas:
- La Salve Original: una cerveza de tipo Golden-Ale de color dorado pajizo (color EBC 8,31). Su volumen de alcohol es 5,9% y la temperatura de servicio recomendada de 5 °C a 7 °C. Su amargor (IBU’s) es de 30. Baja graduación, especialmente pensada para el aperitivo. Sus ingredientes son agua, malta de cebada, malta de trigo, trigo y lúpulo.
- La Salve Lager Auténtica: Es una cerveza de tipo lager de color EBC 12 y un amargor en IBU's de 26. Su volumen de alcohol es de 5%. Sus ingredientes son: agua, cebada malteada, lúpulo y levadura.
- La Salve Munich: Es una cerveza de tipo dubbel, equilibrada y de color cobrizo (color EBC 40) que se empezó a elaborar el 1934. Su volumen de alcohol es de 6,2% y la temperatura de servicio recomendada entre 4 °C y 9 °C. Su amargor (IBU’s) es de 20. En cuanto a la cata predominan el olor a caramelo y el sabor a malta y clavo. Sus ingredientes son agua, malta de cebada, trigo, caramelo y lúpulo.[12][13]

## Premios y reconocimientos
- Medalla de Plata al Mérito Turístico, en 1969 a través de su director Francisco Pérez-Yarza Llona.[14]
- Premio a la mejor iniciativa empresarial, de Onda Cero, en noviembre de 2014.[15]
- Premio Master Marketing 2014, de la Universidad del País Vasco, en diciembre de 2014[16]
- Mejor Lager Internacional, de Barcelona Beer Challenge, en 2017[17]
- Mejor Lager Internacional, de Barcelona Beer Challenge, en 2018[18]
- Mejor Lager Internacional, de Barcelona Beer Challenge, en 2019[19]
- Premio a la Gestión, de la Asociación de Empresas de Bizkaia en Red, en diciembre de 2018[20]
- Premio Sabor del Año, de Monadia, en 2018[21]
- Mejor Lager Internacional y Mejor German Export, de Barcelona Beer Challenge en 2019[22]
- Mejor American-Style Pale Ale y Mejor Belgian-Style Witbier, de World Beer Challenge en 2019[23]

## Innovación

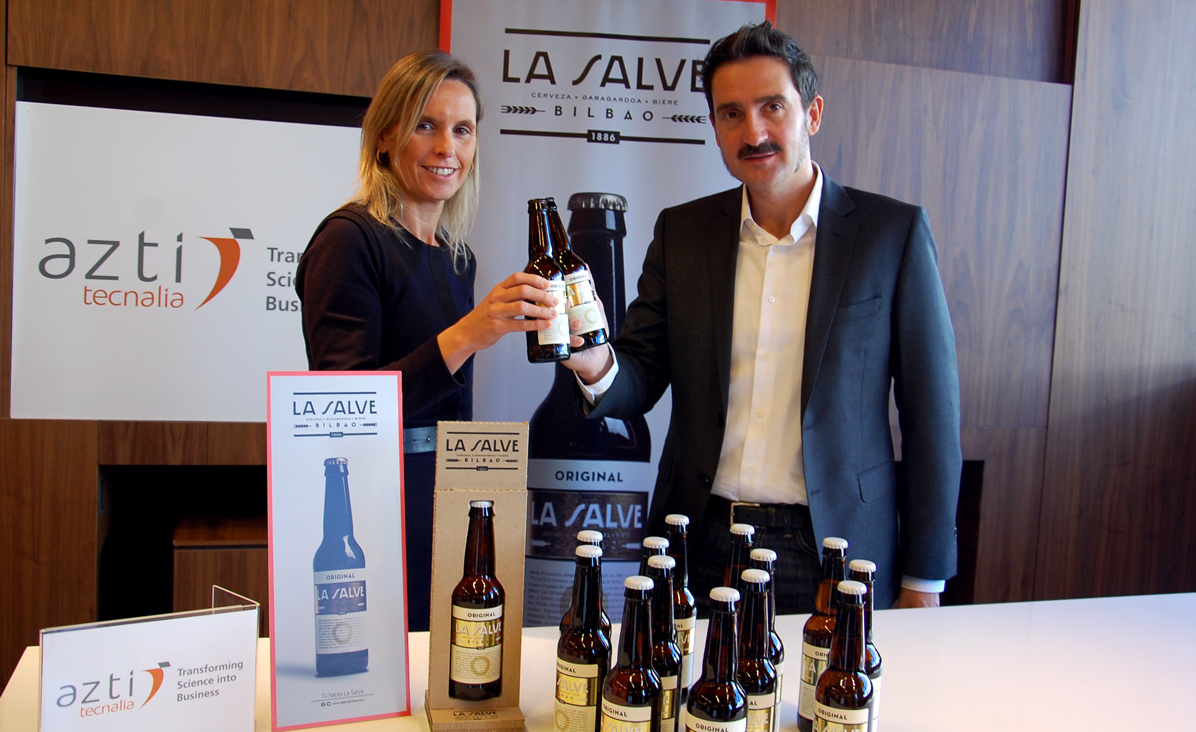
Jon Ruiz, director de La Salve y Leire Barañano, directora de centro tecnológico alimentario AZTI-Tecnalia.

La Salve Bilbao se comprometió a invertir el 20% de sus beneficios anuales en innovación. El 2014 se firmó un acuerdo de colaboración con el centro tecnológico alimentario AZTI para llevar a cabo ocho proyectos de innovación desde 2015 a 2017:
- La Salve Local: Una cerveza en la que un 40% de sus ingredientes es de origen local con productores a menos de 100 kilómetros de distancia para promover la conservación del medio ambiente, el freno del cambio climático y el apoyo a los productores locales. Este compromiso se puede observar, por ejemplo, en el origen de su cebada, que procede Álava en un 100 %.[24]
- La puesta en marcha del Instituto de la Cerveza, con el objetivo de crear un observatorio de tendencias en el mundo de la cerveza. Dicha entidad estará construida con representantes de los diferentes públicos objetivos: clientes, socios de la empresa, instituciones y medios de comunicación.
- La Salve sin gluten. Diseño y planificación de los procesos necesarios para crear una cerveza sin gluten.
- La Salve sin alcohol. Diseño y planificación de los procesos necesarios para crear una cerveza sin alcohol.
- Decálogo Sensorial de la Cerveza con dos líneas de trabajo. Por un lado, para ofrecer al cliente patrones de consumo que le permitan, de forma sencilla, tener cultura cervecera para apreciar los productos de calidad; y por otro, enfocado al productor, proporcionando elementos e indicadores que permitan parametrizar y homogeneizar los productos finales.
- Plan de Innovación La Salve-Bilbao 2018-2022 que se presentará en 2015 y será la hoja de ruta para continuar manteniendo el liderazgo en temas de innovación.
- Espacio La Salve. AZTI-Tecnalia redactará y desarrollará tanto en el diseño, como en los procesos productivos de la fábrica de La Salve.
- Maridaje de cerveza. Proyecto dirigido a la restauración, mediante la creación de acuerdos con restauradores de prestigio para incorporar la cerveza, tanto para cocinar como para acompañar.[25]

## Espacio La Salve
El proyecto más significativo de La Salve es volver a ubicar en Vizcaya, y más concretamente en Bilbao, una fábrica de cervezas, con el nombre "Espacio la Salve". Según Jon Ruiz, promotor del proyecto, Espacio La Salve pretende ser "una fábrica capaz de generar puestos de trabajo, empleo de forma estable, y casi cinco millones de litros de cerveza, y que, además, sea un espacio social, cultural y gastronómico".
La inversión que requerirá el Espacio La Salve ronda los tres millones de euros.